# Hạnh Hoa Lĩnh
Hạnh Hoa Lĩnh (杏花岭区, âm Hán Việt: Hạnh Hoa Lĩnh khu) là một quận thuộc thành phố Thái Nguyên, tỉnh Sơn Tây,, Cộng hòa Nhân dân Trung Hoa. Đây là một cổ thành của Thái Nguyên. Đây là nơi tập trung các cơ quan chính quyền của thành phố Thái Nguyên cũng như các ngân hàng lớn, các khách sạn 5 sao của Sơn Tây. Quận Hạnh Hoa Lĩnh có thánh đường Thiên Chúa giáo lớn nhất tỉnh Sơn Tây. 